# Evald Ziervogel
Evald Ziervogel, född den 23 september 1728, död den 13 juni 1765 i Uppsala, var en svensk numismatiker och historisk läroboksförfattare. Han var halvbrors sonson till Johan Martin Ziervogel och kusin till Pehr Ziervogels far.
Ziervogel blev filosofie magister i Uppsala 1749 och vice bibliotekarie där 1757, med uppdrag att förestå universitetets myntkabinett, samt förordnades 1752 av universitetskanslern greve Ehrenpreus att hålla föreläsningar i numismatik och erhöll 1758 professors titel. Han förestod dessutom den av universitetet förvärvade ehrenpreusska myntsamlingen och var tillika akademiens boktryckare. Ziervogel populariserade myntkännedomen, men förde den inte framåt i vetenskapligt hänseende. Han skrev i ämnet bland annat Utkast till offentliga föreläsningar öfver svenska myntkunskapen (1753), Trettio historiska afhandlingar om svenska mynt och medaljer (1755) och Föreläsningar öfver Upsala Academies myntsamling (1772). Inom ett annat område utgav han Anvisning till en synchronistisk universalhistoria i minnestaflor sammanfattad (1754) och Utförligt begrepp af then allmänna historien (1757-60, där han behandlar Portugal och Spanien), för vilket arbete rikets ständer tillerkände honom "ett öre k. m. för hvart matlag i riket".